# Emily Nelson
Emily Nelson (Lichfield, 10 de novembro de 1996) é uma desportista britânica que compete no ciclismo na modalidade de pista, especialista nas provas de perseguição por equipas e madison.
Ganhou três medalhas no Campeonato Mundial de Ciclismo em Pista, nos anos 2017 e 2018, e quatro medalhas no Campeonato Europeu de Ciclismo em Pista, nos anos 2016 e 2019.

## Medalheiro internacional
| Campeonato Mundial | Campeonato Mundial         | Campeonato Mundial | Campeonato Mundial      |
| Ano                | Lugar                      | Medalha            | Competição              |
| ------------------ | -------------------------- | ------------------ | ----------------------- |
| 2017               | Hong Kong ( China)         | Medalha de prata   | Madison                 |
| 2018               | Apeldoorn ( Países Baixos) | Medalha de ouro    | Madison                 |
| 2018               | Apeldoorn ( Países Baixos) | Medalha de prata   | Perseguição por equipas |
| Campeonato Europeu |                            |                    |                         |
| Ano                | Lugar                      | Medalha            | Competição              |
| 2016               | Saint-Quentin ( França)    | Medalha de prata   | Madison                 |
| 2016               | Saint-Quentin ( França)    | Medalha de bronze  | Perseguição por equipas |
| 2019               | Apeldoorn ( Países Baixos) | Medalha de ouro    | Scratch                 |
| 2019               | Apeldoorn ( Países Baixos) | Medalha de prata   | Eliminação              |